# Pilea selleana
Pilea selleana es una especie de planta del género Pilea, perteneciente a la familia Urticaceae.

## Taxonomía
Pilea selleana fue descrita por Ignatz Urban en 1919.

## Distribución
Se encuentra en el territorio de República Dominicana y Haití.